# カルダネー川
カルダネー川（カルダネーがわ、スペイン語: Río Cardener）は、スペイン・カタルーニャ州リェイダ県とバルセロナ県を流れる河川。リュブラガート川の支流である。流路長は88km。流域面積は1,374m2。

## 地理

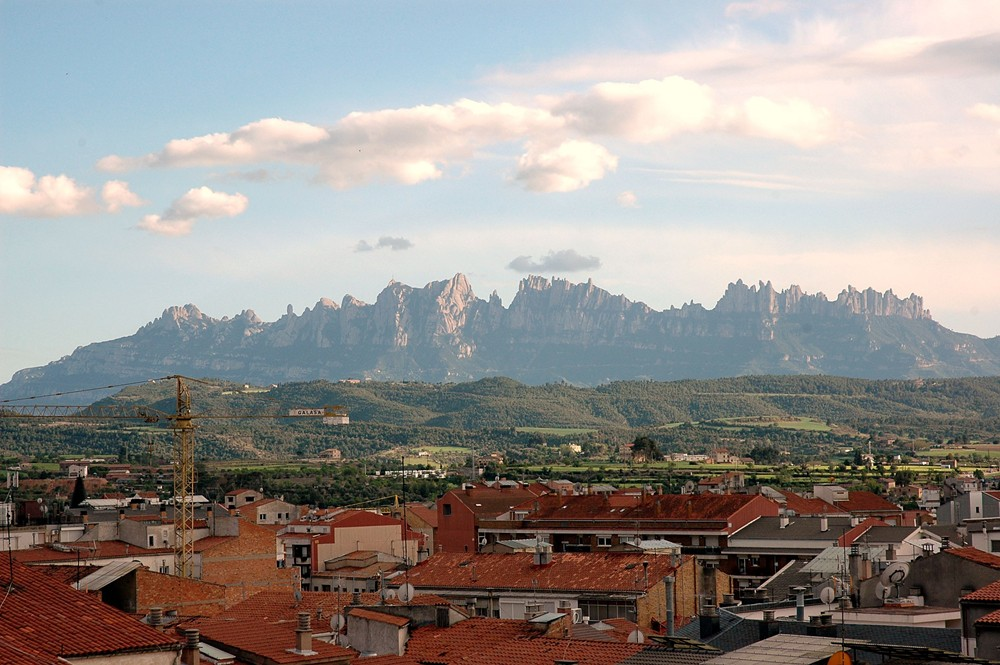
流域最大の都市であるマンレザ

源流はピレネー山脈の1050m地点であり、自治体としてはリェイダ県ラ・コーマ・イ・ラ・ペドラにあたる。ペドラフォルカの南西。スルズネス郡の中心都市であるスルゾーナの町の近く、ウリウスとクラリアーナ・ダ・カルダネーの間にはサン・ポンス貯水池がある。
その後バルセロナ県に入り、カルドーナ、スリア、マンレザなどの町を流れる。マンレザの南10㎞にあるカステルガリーでリュブラガート川に合流する。その後リュブラガート川はバルセロナ都市圏の西側を流れ、バルセロナ＝エル・プラット空港の東側で地中海に注いでいる。